# The Running Man (1963)
The Running Man is een Britse dramafilm uit 1963 onder regie van Carol Reed. De film werd destijds in Nederland uitgebracht onder de titel Voortvluchtig.

## Verhaal
De Brit Rex Black fingeert zijn eigen dood in de hoop geld op te strijken van de verzekeringen. In de tussentijd wacht hij in de Spaanse stad Málaga op zijn vrouw Stella. Wanneer zijn verzekeringsagent plots opduikt in Spanje, is dat het begin van een kat-en-muisspel.

## Rolverdeling
| Acteur              | Personage      |
| ------------------- | -------------- |
| Laurence Harvey     | Rex Black      |
| Lee Remick          | Stella Black   |
| Alan Bates          | Stephen Maddux |
| Felix Aylmer        | Parson         |
| Eleanor Summerfield | Hilda Tanner   |
| Allan Cuthbertson   | Jenkins        |
| Harold Goldblatt    | Tom Webster    |
| Noel Purcell        | Miles Bleeker  |
| Ramsay Ames         | Madge Penderby |
| Fernando Rey        | Politieagent   |
| Juanjo Menéndez     | Roberto        |
| Eddie Byrne         | Sam Crewdson   |
| Colin Gordon        | Notaris        |
| John Meillon        | Jim Jerome     |
| Roger Delgado       | Spaanse arts   |